# Aseraggodes zizette
Az Aseraggodes zizette a csontos halak (Osteichthyes) főosztályának a sugarasúszójú halak (Actinopterygii) osztályába, ezen belül a lepényhalalakúak (Pleuronectiformes) rendjébe és a nyelvhalfélék (Soleidae) családjába tartozó faj.

## Előfordulása
Az Aseraggodes zizette elterjedési területe az Csendes-óceán nyugati része, Indonézia környékén.

## Megjelenése
Ez a halfaj legfeljebb 3,6 centiméter hosszú.

## Életmódja
Az Aseraggodes zizette trópusi, tengeri halfaj, amely a korallzátonyok közelében él. 2 méteres mélységben tartózkodik.